# Steve Birnbaum
Steve Birnbaum (Newport, California, Estados Unidos, 23 de enero de 1991) es un futbolista estadounidense. Juega de posición de defensa y su equipo actual es D.C. United de la Major League Soccer.

## Clubes
| Club                    | País           | Año           |
| ----------------------- | -------------- | ------------- |
| Orange County Blue Star | Estados Unidos | 2010-2011     |
| Richmond Kickers        | Estados Unidos | 2014 (cedido) |
| D.C. United             | Estados Unidos | 2014 -        |

## Selección nacional
Birnbaum fue convocado a la selección estadounidense por primera vez el 24 de enero de 2015, cuando fue incluido en la lista final de futbolistas que viajarían a Chile para un amistoso frente a la selección de ese país en Rancagua el 28 de ese mes. Hizo su debut en ese partido jugando los 90 minutos del encuentro. Un año después, anotó su primer gol internacional en un amistoso frente a Islandia, dándole la victoria a su selección 3-2.

### Goles con la selección nacional
| #  | Fecha               | Lugar                                  | Oponente | Gol   | Resultado | Competición |
| -- | ------------------- | -------------------------------------- | -------- | ----- | --------- | ----------- |
| 1. | 31 de enero de 2016 | StubHub Center, Carson, Estados Unidos | Islandia | 3 – 2 | 3 – 2     | Amistoso    |

### Participaciones en la Copa América
| Copa                    | Sede           | Resultado    |
| ----------------------- | -------------- | ------------ |
| Copa América Centenario | Estados Unidos | Cuarto lugar |